# Розовый треугольник
Розовый треугольник (англ. Pink triangle, нем. Rosa Winkel) — старейший и, наравне с радужным флагом, один из наиболее узнаваемых символов сообщества лесбиянок, геев, бисексуалов и трансгендерных людей (сокр. ЛГБТ-сообщество), а также движения в поддержку прав человека в их отношении.
Нашивка в виде розового равностороннего треугольника с вершиной, обращённой вниз, во времена нацистской Германии использовалась для идентификации в концлагерях мужчин гомосексуальной ориентации. Секс между мужчинами считался преступлением и уголовно преследовался в Третьем рейхе. Через несколько десятилетий новое поколение геев и лесбиянок стало использовать этот символ для увековечивания памяти о трагическом прошлом, манифестации борьбы за права человека и выражения надежды на новую эру свободы, открытости и гордости.

## В нацистской Германии

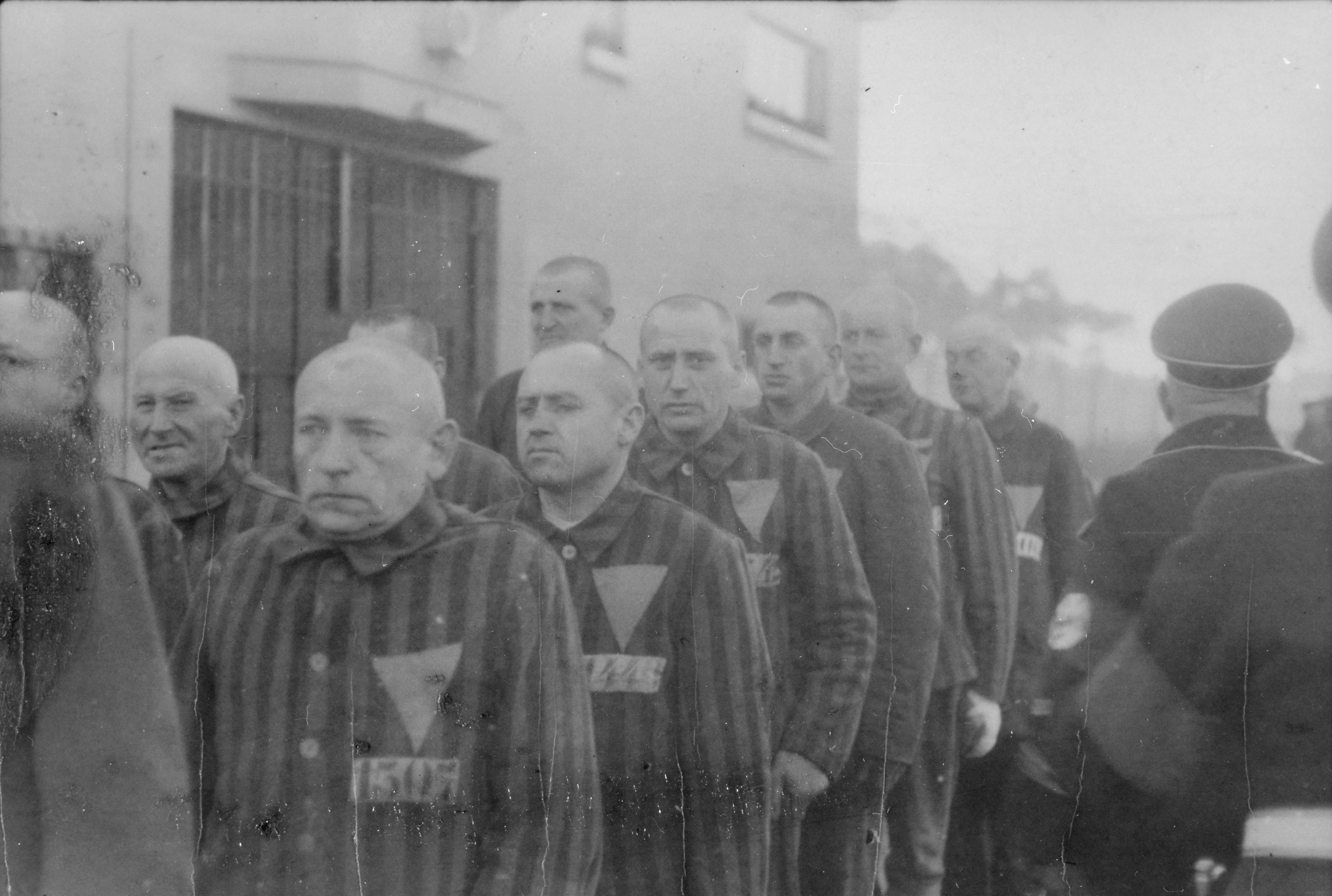
Узники-гомосексуалы концлагеря Заксенхаузен с розовыми треугольниками на груди.

В конце 1930-х годов правительство нацистской Германии приступило к реализации программы «чистки» немецкого общества от «нежелательных элементов». Начались массовые аресты представителей различных групп и отправка их без суда и следствия в концлагеря под так называемый защитный арест, где была разработана специальная система меток для заключённых. На форму узников делались нашивки в виде равностороннего треугольника («винкеля»), цвет которого служил для указания «категории». Красный треугольник носили политические заключённые, жёлтый (или жёлтую звезду Давида) — евреи, зелёный — уголовники, коричневый — цыгане, чёрный — «асоциальные элементы», лиловый — религиозные меньшинства, синий — лица, пытавшиеся незаконно эмигрировать из страны, а розовый — гомосексуальные мужчины.

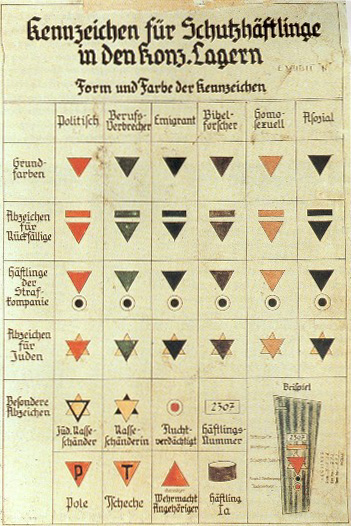
Памятка для СС. Пометка заключённых в концлагерях

Уголовное преследование гомосексуалов в Германии не было нацистским изобретением, однако если до 1935 года параграф 175 провозглашал ответственность преимущественно за анальный секс, то после реформы Уголовного кодекса заключению подлежали все мужчины, которые были заподозрены в гомосексуальных отношениях из-за поцелуев, объятий или даже каких-то намёков.
Между 1933 и 1944 годами по 175-му параграфу в Третьем рейхе было осуждено около 50 тысяч мужчин (в том числе около четырёх тысяч подростков), многие из которых были отправлены в тюрьмы. Также от 5 до 15 тысяч мужчин были депортированы в концентрационные лагеря. Неизвестно точно, сколько гомосексуалов погибло, но по данным немецкого историка и социолога Рюдигера Лаутмана, уровень смертности осужденных по 175-му параграфу в лагерях был самым высоким и доходил до шестидесяти процентов (для сравнения: среди политзаключенных — 41 %). На форму мужчин-гомосексуалов помещались розовые треугольники, эта маркировка выделяла их в одну из самых низких групп в иерархии лагерной социальной системы: с ними жестоко обращались не только охранники и администрация, но и другие заключённые.
Лесбиянки не подвергались систематическому преследованию со стороны нацистов, поскольку, по мнению фашистов, не представляли серьёзной угрозы для общества. Женщины не могли осуждаться по 175 параграфу, однако известно, что некоторые из них отправлялись в концлагеря как «асоциальные» и носили чёрные треугольники.
Репрессии против геев и лесбиянок в нацистской Германии считаются одной из частей Холокоста. Однако закон, по которому осуждались геи, просуществовал ещё долгие годы после победы над Гитлером. С незначительными изменениями он оставался действовать и после окончания войны ещё в течение 19 лет в ГДР и в течение 20 лет в ФРГ (см. Параграф 175). Рудольф Бразда, последний из известных переживших нацистские концентрационные лагеря геев, умер во сне 3 августа 2011 года в возрасте 98 лет. Преследование гомосексуалов в Третьем рейхе отражено в постоянной экспозиции берлинского «Музея гомосексуальности».

## Символ ЛГБТ-движения

### История
В начале 1970-х годов организации по защите прав человека в отношении ЛГБТ-людей в США и Германии начали кампанию по популяризации розового треугольника как символа движения.
Так, в 1973 году западногерманская гей-освободительная организация Homosexuelle Aktion Westberlin (HAW) призвала геев носить розовый треугольник в память о жертвах прошлого и в знак протеста против продолжающейся дискриминации, предупреждая однако, что это может сделать их мишенью агрессии гомофобов. Двумя годами позже гей-журнал HAW-Info повторил этот манифест. В 1976 году вышел фильм «Розовый треугольник? Это был такой давно…» (нем. Rosa Winkel? Das ist doch schon lange vorbei) режиссёров Петера Рехта, Детлефа Штоффеля и Кристианы Шмерль, который вновь поднял данный вопрос, а кроме того задокументировал преследование мужчин-гомосексуалов. Гей-журнал Rosa Flieder в 1980 году писал, что розовый треугольник — это не только память об истреблении геев в прошлом, но и напоминание о сохраняющемся угнетении и дискриминации в их отношении, поскольку параграф 175 ещё существовал в уголовном кодексе ФРГ. В следующем номере журнал отметил, что полиция в некоторых регионах Германии по-прежнему составляет списки граждан гомосексуальной ориентации.
Американские гей-активисты 1970-х годов также использовали розовый треугольник как символ памяти. Журналы Gay Sunshine (в 1973 году) в Сан-Франциско и The Body Politic в Торонто (в 1974 году) опубликовали материалы про использование розового треугольника в нацистских концентрационных лагерях и настоятельно призвали использовать этот символ в память о тех, кто подвергался преследованиям. Розовый треугольник стал активно использоваться в гей-освободительном движении. Благодаря этому когда какие-либо общественные деятели призывали к ограничению прав гомосексуалов, то они рисковали быть сравненными с нацистами. Например, розовый треугольник приобрёл особое политическое значение в 1974 году в Нью-Йорке во время общественной дискуссии вокруг законопроекта о защите прав человека в отношении гомосексуалов. Ортодоксальные еврейские группы выступали против постановления. Гей-активисты устроили пикет, участники которого надели нарукавные повязки с розовым треугольником в знак того, что гомосексуальные мужчины наравне с евреями были жертвами нацистских концлагерей. В следующем году в передовой статье The New York Times руководитель Нью-Йоркского Союза защиты гражданских свобод Айра Глассер призвал всех читателей носить розовый треугольник, чтобы высказать поддержку готовящемуся законопроекту, который был призван прекратить дискриминацию гомосексуалов в сферах занятости, жилья и общественных заведений. Касаясь вопроса о преследовании геев в нацистской Германии, Глассер писал: «Многие знают о жёлтой звезде, но розовый треугольник всё ещё погребён как некая историческая тайна».
В начале 1980-х многие отдельные мужчины-геи и группы начали использовать символ розового треугольника в его современном восприятии — как знак принадлежности к ЛГБТ-сообществу. Так как этот символ не был повсеместно известен, то треугольник стал играть роль своего рода тайной отметки, по которой можно было распознавать других геев и лесбиянок, когда они размещали его на бампере автомобиля или в виде нагрудного значка. Треугольник служил напоминанием о прошлом и текущем угнетении, данью памяти тем, кто погиб в лагерях, и тем, кто умирал от новой болезни — СПИДа.
Поскольку 1980-е годы в значительной мере прошли для ЛГБТ-сообщества под знаком начавшейся эпидемии СПИДа, поначалу особенно затронувшей геев, — многие гей-активисты направили свои действия на борьбу с распространением болезни, в том числе на законодательные и политические изменения. Зародившаяся в нью-йоркском социальном гей-центре организация ACT UP начала использовать розовый треугольник в изменённом виде — с вершиной, обращённой вверх, — как призыв к «активному отпору, а не пассивной покорности судьбе», в качестве символа необходимости активной борьбы со СПИДом и продолжающимся угнетением ЛГБТ-людей. Розовый треугольник часто появлялся над девизом «Молчание = Смерть». В своем манифесте активисты проводили параллели между нацистским периодом и кризисом СПИДа, заявляя, что «молчание об угнетении и уничтожении геев тогда и сейчас должно быть разбито в целях нашего выживания». Лозунг таким образом протестовал против табу на обсуждение безопасного секса и нежелания некоторых противостоять социальной несправедливости и безразличию правительства Рейгана.
В России розовый треугольник в 1990-е гг. дал название центру «Треугольник» — одной из первых организаций геев, лесбиянок и бисексуалов, среди руководителей которой были Евгения Дебрянская и Маша Гессен.

### Противоречия

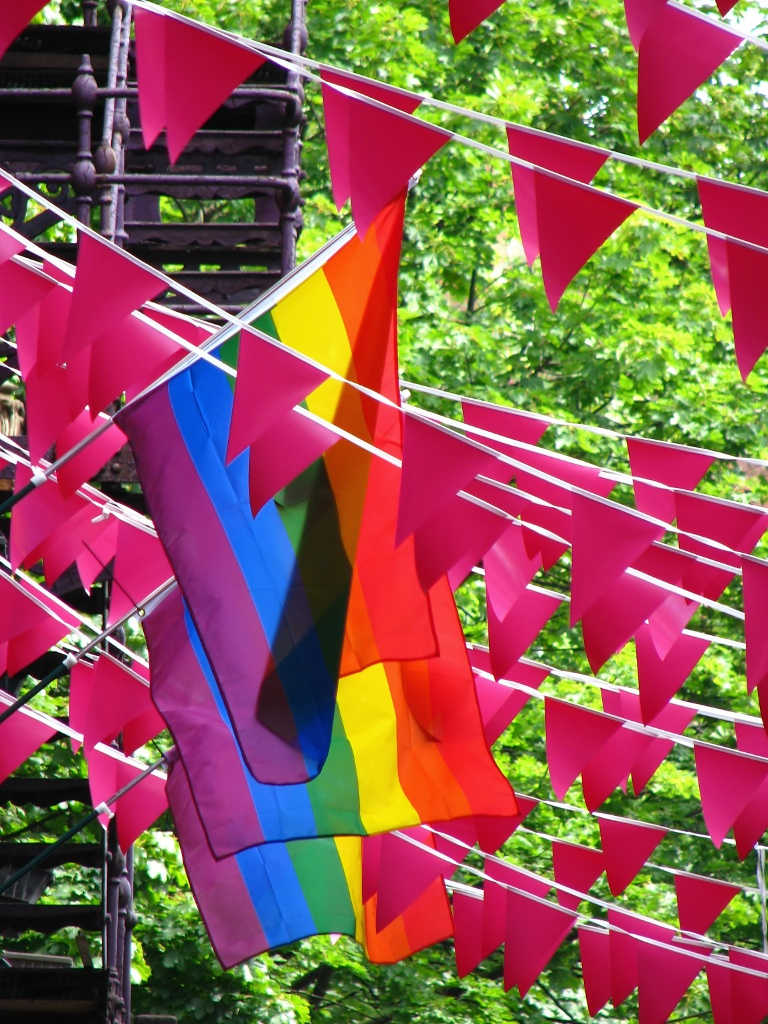
Праздничное украшение улицы

Розовый треугольник имеет яркий и праздничный вид, в результате чего он вскоре стал использоваться для маркировки принадлежности к ЛГБТ-сообществу в очень широком спектре: его изображения помещаются на запонки, серьги, значки, брелоки, плакаты. Сам розовый цвет начал ассоциироваться с гомосексуальностью. С точки зрения популярности как символа гомосексуальности он соперничает только с радужным флагом.
Однако некоторые геи и лесбиянки, особенно еврейского происхождения, ставят под сомнение целесообразность столь широкого использования нацистского знака. Другие считают, что использование розового треугольника в качестве символа гордости девальвирует память о страданиях гомосексуалов во времена нацизма, в возражение чему оппоненты апеллируют к продолжающейся борьбе против ненависти к геям и лесбиянкам, против дискриминационных в их отношении законов, к равнодушию правительства Рейгана во время эпидемии СПИДа. Как отмечал историк Эрик Н. Дженсен, «розовый треугольник выполнял множество задач: он объединял разнообразное сообщество гомосексуальных мужчин и женщин, мобилизовывал его политическую активность и служил интерпретирующей основой для современных событий». Некоторые исследователи отмечают политический характер символа, противопоставляя его невнятной, с их точки зрения, концепции радужного флага, и связывают с этим падение его популярности на всё более коммерциализирующихся гей-мероприятиях.

### Варианты
Многие лесбиянки воспринимали розовый треугольник как недостаточно органичный для себя символ, так как в нацистских лагерях он был зна́ком только для гомосексуальных мужчин; лесбиянство само по себе в Рейхе уголовно не преследовалось, однако лесбиянки нередко квалифицировались как «асоциальные элементы» и носили чёрный треугольник. Поэтому некоторые лесби-активистки в 1980-х годах стали использовать именно чёрный треугольник вместо розового, желая подчеркнуть часто приуменьшаемую роль женщин в гей-движении. По образцу розового треугольника созданы также аналогичные символы бисексуалов и трансгендерных людей: первый представляет собой неполное наложение розового и синего треугольников, второй — розовый треугольник со вписанным в него особым символом трансгендерности (комбинацией символов Марса и Венеры, означающих мужское и женское начала).

### В культуре
Розовый треугольник является основой символа Международного дня борьбы с гомофобией, а также других различных логотипов ЛГБТ-организаций и мероприятий.
Мемориальное значение розового треугольника отражено в различных памятниках ЛГБТ-сообщества. Этот знак изображен на мемориальных досках в память о нацистском геноциде геев и лесбиянок (Маутхаузен (1984), Нойенгамме (1985), Дахау (1985), на Ноллендорфплац в Берлине (1989), в парке Чезарини в Болонье (1990), Рисьера-ди-Сан-Сабба (2005), Бухенвальд (2006)). Также розовый треугольник является центральной частью скульптуры Гомомонумента в Амстердаме (1987), мемориала Розовый треугольник в Кёльне (1995), Гей-Лесби Мемориала в Сиднее (2001), Мемориального парка в Сан-Франциско (2003), памятника сексуальному разнообразию в Монтевидео (2005), памятника против гомофобии в Ситжесе (2006), памятника репрессированным ЛГБТ-людям в Барселоне (2011), памятника репрессированным ЛГБТ-людям в Тель-Авиве (2014).
|                                |                            |                              |                                     |                                               |
| Доска в концлагере Маутхаузен. | Гомомонумент в Амстердаме. | Гей-Лесби Мемориал в Сиднее. | Памятник против гомофобии в Ситжесе | Памятник преследуемым ЛГБТ-людям в Барселоне. |